# Хемијска индустрија (часопис)
Хемијска индустрија: часопис Савеза хемичара и технолога Југославије је научни часопис који излази од 1947. године и бави се питањима из области хемијског инжењерства и хемијске технологије.

## О часопису
Часопис поред научних и стручних радова, повремено објављује и вести из привреде, приказе књига, научних манифестација и разноврсне чланке од интереса за науку, струку и образовање. У првој свесци сваког волумена објављује списак одбрањених магистарских и докторских теза у претходној календарској години на свим технолошким факултетима у земљи. Чланци у часопису могу бити на српском или енглеском језику.

### Историјат
Часопис Хемијска индустрија је почео да излази 1947. године као део Индустријског билтена, до 1970. године као део часописа Техника, а од 1970. као самостални часопис.

### Периодичност излажења и промене
Часопис излази двомесечно и објављује радове из области хемијског инжењерства, хемијских технологија и хемије и других сродних и мултидисциплинарних области, аутора из земље и иностранства. У току досадашњег излажења часопис је променио назив, уредника, издавача и штампара.

#### Поднаслови
- 1955. године, од бр. 9 Орган Савеза инжењера и техничара-технолога ФНРЈ
- 1956. године, од бр. 1 Орган Савеза хемичара-технолога Југославије
- 1999. године, од бр. 1 Часопис за хемију, хемијско инжењерство и технологију
- 2003. године, од бр. 1 Часопис Савеза hемијскиh инжењера
- 2014. године, од бр. 5 на срп., енгл. и рус. језику: Часопис Савеза хемијских инжењера Србије = Journal of the Association of Chemical Engineers of Serbia = Журнал Союза химических инженеров Сербии[2]

#### Уредници
- 1956. године, од бр. 1 Дејан Делић, Фран Подбрежник
- 1964. године, од бр. 1 одговорни уредник Ненад Радошевић
- 1978. године, од бр. 1 Милосав Драгојевић
- 1988. године, од бр. 1 в. д. Витомир Трифуновић
- 1988. године, од бр. 7 Милосав Драгојловић
- 1994. године, од бр. 1/2 в. д. Дејан Скала
- 2006. године, од бр. 1/2 Миодраг Здујић
- 2012. године, од бр. 3 Бранко Бугарски
- 2013. године, од бр. 1 Миодраг Здујић
- 2013. године, од бр. 4 Бранко Бугарски

#### Издавач
- 1955. године, од бр. 2 Дирекција за издавачку делатност "Техника" Савеза инжењера и техничара Југославије
- 1963. године, од бр. 10 Савез инжењера и техничара Југославије
- 1972. године, од бр. 5 Савез хемичара и технолога Југославије
- 2013. године, од бр. 1 Савез хемијских инжењера Србије, Београд[2]

#### Штампарије
- 1953. године, од бр. 2 Штампарско предузеће Југословенске железнице, Суботица;
- 1954. године, бр. 2 Слободан Јовић, Београд;
- 1954. године, бр. 3 Научна књига;
- 1978. године, од бр. 4 Штампарија ПТТ Београд;
- 1979. године, од бр. 1 Просвета, Нови Сад;
- 1996. године, од бр. 2 Гоша штампарија, Београд;
- 1998. године, од бр. 12 Марина, Београд;
- 2000. године, од бр. 1 Завод за графичку технику Технолошко-металуршког факултета, Београд;
- 2014. године, од бр. 1 Развојно-истраживачки центар графичког инжењерства Технолошко-металуршког факултета, Београд

## Електронски облик часописа
Од 2004. године Хемијска индустрија излази и у електронском облику (ISSN 2217-7426). Уредник електронског издања је Бранко Бугарски.

## Фактор утицаја
Научни часопис Хемијска индустрија уврштен је на Journal Citation Reports/Science Edition by Thomson Reuters 2009. године чиме је стекао међународно признање. За све часописе који се реферишу у цитатним базама, фактори утицаја су релевантан критеријум научне вредности часописа и један од показатеља успешности, квалитета и оправданости рада истраживача, научника и институција у којима раде. Часописи на Journal Citation Reports/Science Edition листи имају најстроже критеријуме рецензирања што је од пресудног значаја за углед часописа, али и Србије у светској научној заједници.